# Ernesto Cavallini

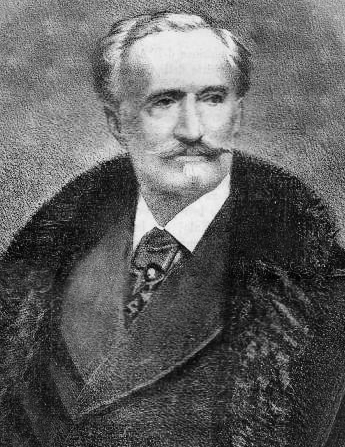
Ernesto Cavallini

Ernesto Cavallini (Itália, 1807 — Milão, 1874) foi um clarinetista italiano e autor de vários livros e métodos para clarinete.

## Obras
- 30 Capricci - publ. de Ricordi (30 Caprichos de Cavallini - Livro de exercícios que é utilizado até os dias de hoje, tendo suas musicas gravadas em CDs e Videos.
- Adagio E Tarantella - publ. de Ricordi
- Adagio Sentimentale  - publ. de Southern Music Company
- Carnovale - publ. de Emerson Edition
- Douze Etudes - publ. de Alphonse Leduc
- La Calma (Romanza senza parole) - publ. de Lazarus Edition
- Serenata (three Grand Duets for two clarinets) - publ. de Breitkopf & Hartel
- Andante e variazioni sopra un tema di Mercadante
- Canto Greco
- Elegie
- Fiori Rossiniani - Capriccio su motivi Opere di Gioacchino Rossini
- Lontano dalla patria - Romanza
- Variazioni sopra un tema di Bellini nell'opera La straniera